# 荷蘭的勞倫蒂王妃
劳倫蒂王妃（荷蘭語：Petra Laurentien Brinkhorst，1966年5月25日—），荷蘭王室成員，是康士坦丁王子的妻子。

## 生平
Petra Laurentien Brinkhorst於1966年5月25日出生於萊頓，是前荷蘭副首相 羅倫斯·揚·布林克霍斯特和Jantien Brinkhorst-Heringa的女兒。她有一個兄弟。她的中間名，Laurentien，是混合她父母的名字。

### 教育
王妃在海牙接受了中學教育，隨後在日本東京法國國際學校接受了中學教育，並通過了法国高中毕业会考，於1989年在倫敦大學瑪麗王后學院獲得政治學文學學士學位，1991年7月，在加利福尼亞大學柏克萊分校她獲得了新聞學碩士學位。

## 慈善事業
任職聯合國教科文組織掃盲特使、歐洲高級別掃盲專家委員會主席。

## 榮譽
- 荷蘭 奧蘭治王朝勳章（英语：Order of the House of Orange）大十字級 (Grand Cross of the Order of the House of Orange)

#### 其他榮譽
- 约旦 最高復興勳章（英语：Supreme Order of the Renaissance）(大綬) (Grand Cordon of the Supreme Order of the Renaissance)